# Judenboykott

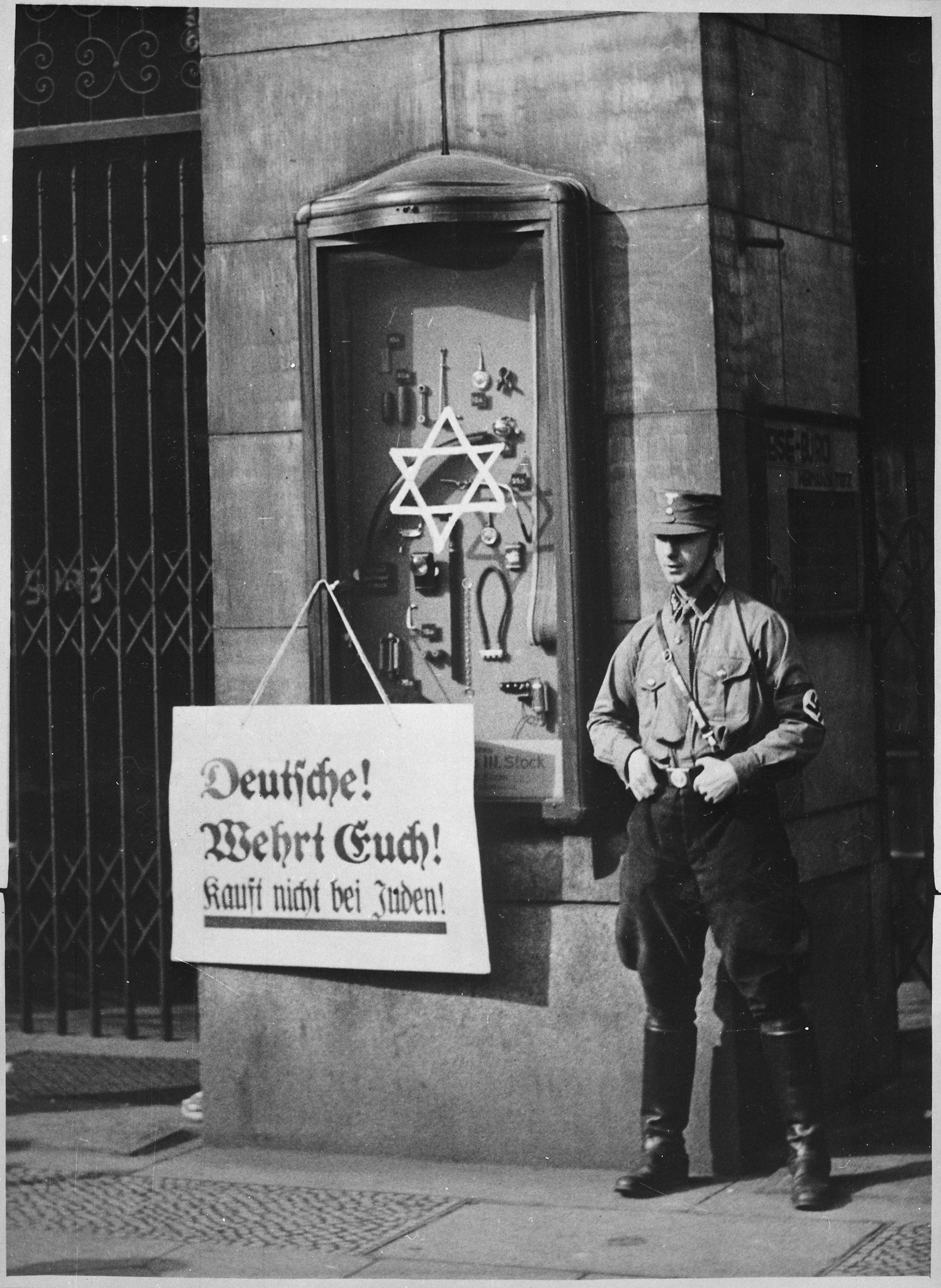
SA-Mitglied vor dem Warenhaus Tietz in Berlin (1. April 1933)

Als Judenboykott bezeichneten die Nationalsozialisten den Boykott jüdischer Geschäfte, Warenhäuser, Banken, Arztpraxen, Rechtsanwalts- und Notarkanzleien, den das NS-Regime seit März 1933 plante und am Samstag, dem 1. April 1933, in ganz Deutschland durchführen ließ. Damit nahm die Regierung die seit dem 25-Punkte-Programm der NSDAP von 1920 geplante Verdrängung der deutschen Juden aus dem Wirtschaftsleben erstmals durch eine reichsweite, gezielt nur gegen sie gerichtete Maßnahme in Angriff.
Am Abend des 1. April brach die NS-Führung den Boykott ab und ließ ihn auch wegen der Passivität der Bevölkerung nicht wie geplant nach drei Tagen fortsetzen, sondern erklärte ihn am 4. April offiziell für beendet.

## Vorgeschichte

### Kaiserzeit und Weimarer Republik
Boykotte jüdischer Unternehmen und Geschäfte gab es im deutschen Antisemitismus seit etwa 1890. Der Vater Arnold Zweigs etwa musste sein Sattlergeschäft 1897 aufgeben, weil das preußische Kriegsministerium Festungskommandanten Einkäufe bei jüdischen Kaufleuten verbot.

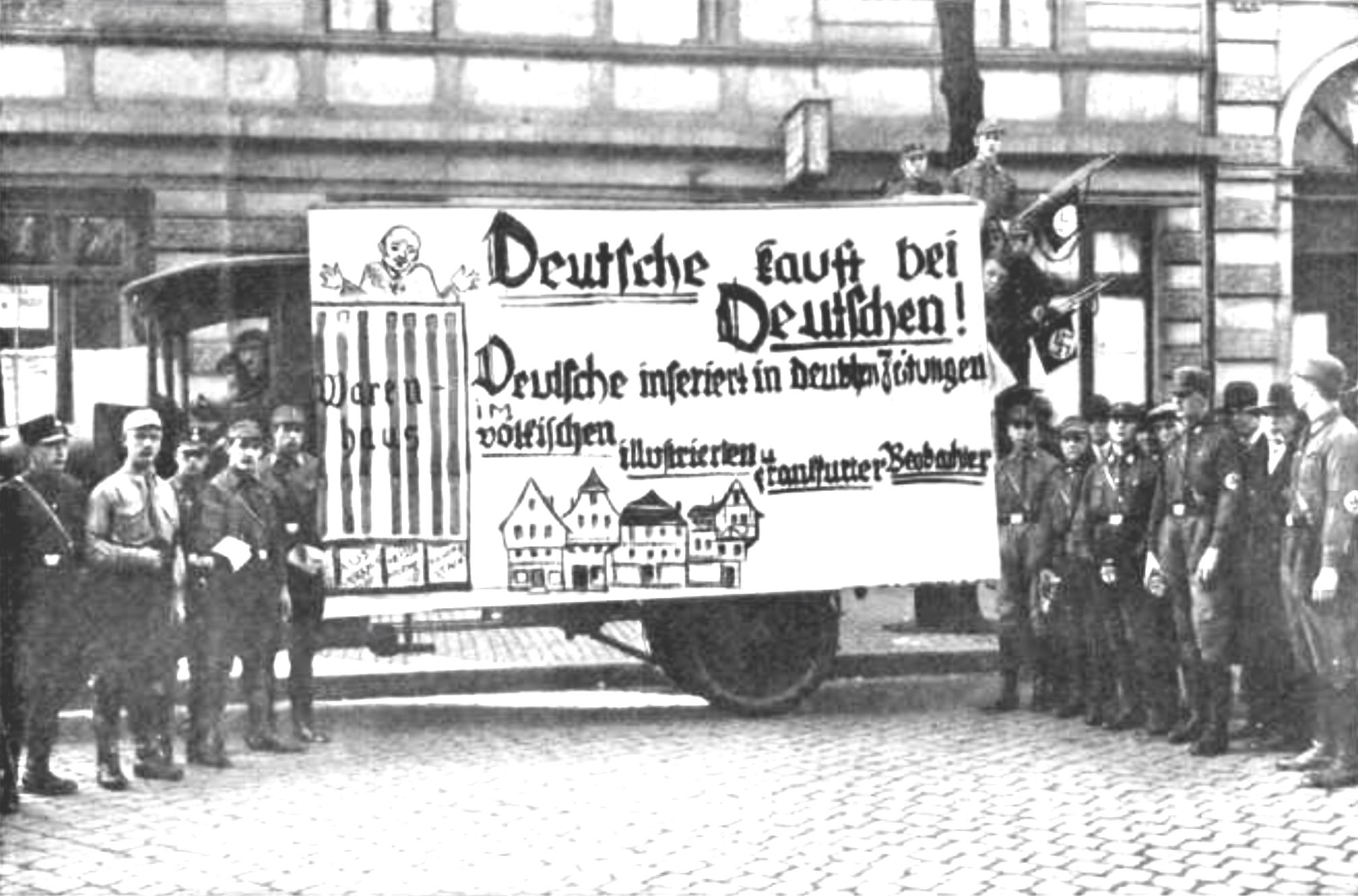
NS-Propaganda gegen Warenhäuser in Frankfurt am Main, 1929

In der Zeit der Weimarer Republik setzte sich die Idee fort. 1921 veröffentlichte der evangelische Pfarrer Friedrich Wilhelm Auer aus der bayerischen Landeskirche die antisemitische Studie „Das jüdische Problem“, in der er zum Boykott jüdischer Geschäfte aufruft. 1927 forderte das überregionale evangelische Wochenblatt Licht und Leben eine gesellschaftliche Sitte, durch die verhindert wird, dass deutsche „Arier“ bei Juden kaufen. Währenddessen begingen SA-Trupps der NSDAP seit 1925 immer öfter Gewalttaten gegen Juden, ihre Geschäfte, Wohnungen und Einrichtungen und bedrohten jüdische Freiberufler, Ärzte und Anwälte. Dies zwang einige jüdische Betriebe zum Rückzug aus manchen Städten. Boykottiert und schikaniert wurden seit Beginn der Weltwirtschaftskrise gezielt erfolgreiche mittelständische Warenhäuser in jüdischem Besitz, um sich ihrer Konkurrenz zu entledigen. In Essen riefen Gauleiter Josef Terboven und seine „National-Zeitung“ ab 1929 zum Boykott jüdischer Geschäfte auf. Während kleine jüdische Läden und jüdische Angestellte zunehmend schikaniert und diskriminiert wurden, erwog die nationalsozialistische Parteipresse ab 1931 öfter einen landesweiten Boykott.
Der Central-Verein deutscher Staatsbürger jüdischen Glaubens versuchte solche Boykottaufrufe als „Geschäftskrieg“ juristisch zu bekämpfen. Sein Anwalt Hans Lazarus argumentierte in einem solchen Verfahren 1931:

„Im Wirtschaftskampf ist der Boykott eine erlaubte Waffe, soweit seine Zielsetzung oder seine Mittel nicht gegen die guten Sitten verstoßen. […] Gemeingut der Rechtsprechung ist es, dass der Boykott nicht die Vernichtung des Gegners bezwecken darf. Letzteres jedoch ist das offen eingestandene Ziel des völkischen Boykotts gegen die Juden. Die Juden werden wegen einer außerhalb des Wirtschaftslebens liegenden Tatsache verfolgt und mit Boykott bedroht. Und diese Tatsache können die Juden niemals ändern.“

In zahlreichen Gerichtsverfahren bemühten sich die Opfer antisemitischen Boykotts, Rechtsschutz zu erlangen. Die Rechtsprechung der Zivilgerichte war uneinheitlich. Die Machtübernahme der Nationalsozialisten verhinderte eine grundsätzliche Entscheidung des Reichsgerichts.

### Judenverfolgung ab 1933

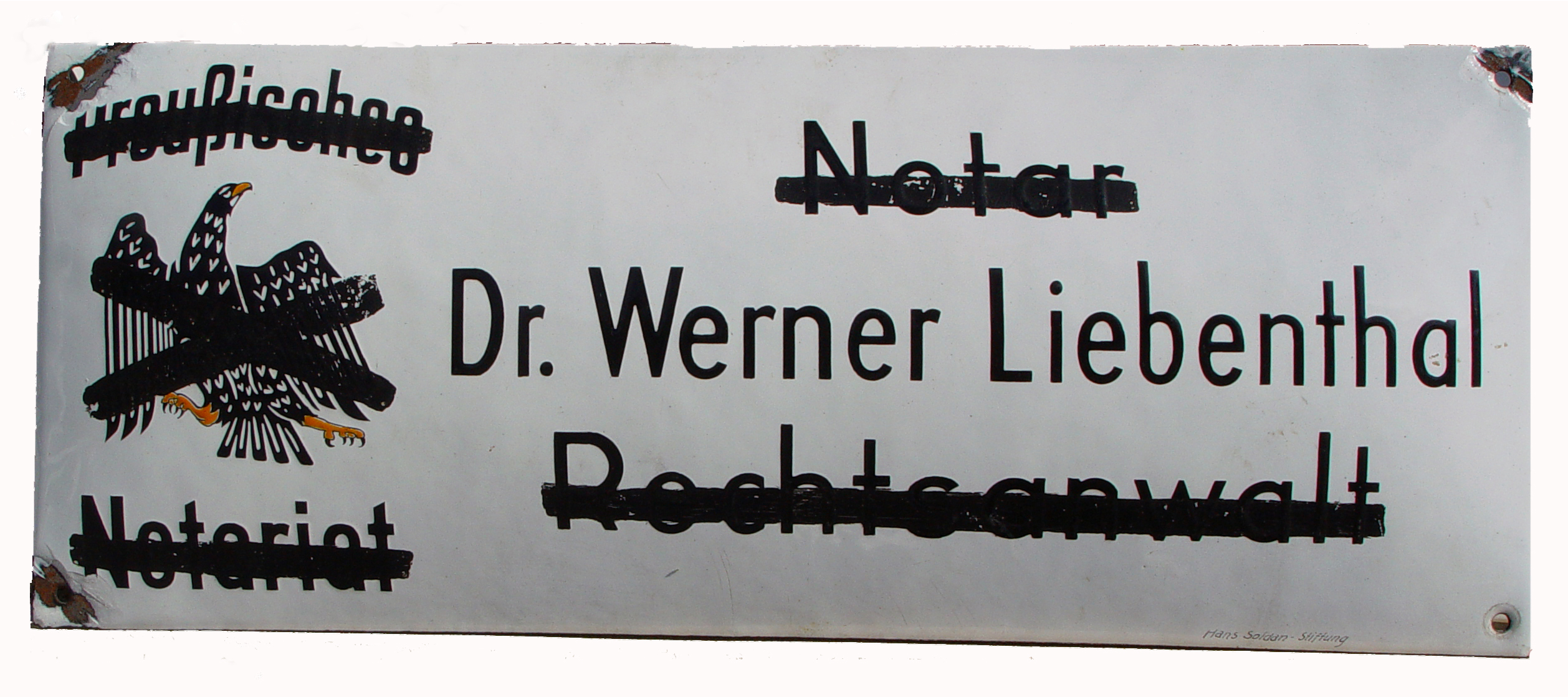
Übermaltes Kanzleischild des Anwalts und Notars Werner Liebenthal in der Martin-Luther-Straße (Berlin), 1933

Blockade des Souvenir-Geschäfts Salberg in Nürnberg im Herbst 1935 durch Angehörige der NSDAP in Parteiuniform

Kurz nach Adolf Hitlers Ernennung zum deutschen Reichskanzler am 30. Januar 1933 begannen neue Angriffe auf jüdische Geschäfte und Betriebe. Besonders die Nationalsozialistische Betriebszellenorganisation (NSBO), der Kampfbund für den gewerblichen Mittelstand unter Theodor Adrian von Renteln und SA-Abteilungen unter Otto Wagener agitierten nun verstärkt gegen das „Börsenkapital“, über das sich mittelständische „deutsche Unternehmer“ bei der neuen Regierung beschwert hätten.
Ab Ende Februar 1933 griffen SA-Trupps erneut jüdische Geschäftsinhaber an, plünderten ihre Läden, misshandelten ihre Inhaber, verschleppten und ermordeten einige von ihnen. Nach den Reichstagswahlen vom 5. März, bei denen die NSDAP die absolute Mehrheit verfehlte, nahmen solche unorganisierten Übergriffe zu. Bis Ende März wurden jüdische Geschäfte, Arzt- und Anwaltspraxen in einigen deutschen Großstädten zwangsweise geschlossen, mehrere Inhaber beraubt und vertrieben. Am 9. März nahmen SA-Angehörige im Berliner Scheunenviertel Dutzende osteuropäischer Juden fest und misshandelten sie in den Kellern ihrer Stationen. In Magdeburg besetzten SA-Angehörige jüdische Geschäfte, Kaufhäuser und Hotels und schikanierten deren Kunden oder Gäste. Am 11. März 1933 organisierte die nationalsozialistische Führung des Freistaates Braunschweig unter Dietrich Klagges und Friedrich Alpers in Braunschweig den sogenannten „Warenhaussturm“. In Kiel wurde am 12. März der Rechtsanwalt Wilhelm Spiegel ermordet. In Straubing wurde am 15. März der jüdische Händler Otto Selz entführt und ermordet. In Göttingen wurden am 28. März einige jüdische Läden und die örtliche Synagoge angegriffen und beschädigt.
Innenminister Wilhelm Frick telegrafierte am 31. März an alle Polizeidienststellen, in SA-Uniformen verkleidete Kommunisten seien die Täter. In vielen weiteren Städten wurden bis Ende März Gerichtsgebäude gestürmt, jüdische Richter und Anwälte aus Gerichtssälen und Büros gezerrt und meist verprügelt, um die Justiz so vom „System jüdischer Rechtsverdreher zu säubern“.
Am 9. März forderte Hitler gemäß früheren deutschnationalen Forderungen von Frick eine „bewusst völkische Gesetzgebung“ gegenüber den osteuropäischen Juden mit einem Einwanderungsverbot und Teilausweisungen nicht eingebürgerter Juden. Am 16. März befolgte Frick die Anweisung mit einem sinngemäßen Runderlass an alle Landesregierungen. Am 10. März versuchte Hitler, die antijüdische Gewalt zu bremsen. In einem Aufruf verbot er „Belästigungen einzelner Personen, Behinderungen von Autos oder Störungen des Geschäftslebens“. Man dürfe sich „in keiner Sekunde von unserer Parole“ abbringen lassen, die heiße „Vernichtung des Marxismus“.

### Reaktionen im Ausland
In der britischen und US-amerikanischen Presse wurden die Gewaltaktionen der Nationalsozialisten frühzeitig aufmerksam registriert. Besonders gegen antijüdische Maßnahmen wurden Proteste laut. Jüdische Organisationen in den USA, Großbritannien und Palästina rechneten seit Mitte März mit den im NS-Hetzblatt „Der Stürmer“ angedrohten Boykottmaßnahmen der Nationalsozialisten und berieten Gegenmaßnahmen. Dabei wurden auch Boykotte gegen deutsche Wirtschaftsunternehmen öffentlich diskutiert. Ein Führungsmitglied des American Jewish Congress erklärte am 13. März 1933 mit Blick auf die Wirtschaftskrise, in der Deutschland sich noch befand:

„Ein bellum judaicum bedeutet für Deutschland Boykott, Untergang und Verderben, bedeutet das Ende der deutschen Hilfsquellen und das Ende aller Hoffnungen auf den Wiederaufstieg Deutschlands.“

Am 18. März beschlossen die amerikanischen Jewish War Veterans, deutsche Waren und Dienstleistungen zu boykottieren; andere Organisationen in den USA und in Großbritannien folgten. Zwar trug ein Artikel der britischen Boulevardzeitung Daily Express am 24. März 1933 die plakative und irreführende Überschrift Judea declares war on Germany („Judäa erklärt Deutschland den Krieg“), berichtete aber nur über die Beratung einiger Londoner Kaufleute über einen eventuellen Boykott gegen deutsche Waren. Am 27. März wies die Organisation britischer Juden den Plan ausdrücklich zurück. Man wollte eine Konfrontation mit dem NS-Regime möglichst vermeiden, um deutsche Juden nicht der Vergeltung seitens der Nationalsozialisten auszusetzen. Auch die jüdische Gemeinschaft in Palästina erklärte in einem Telegramm an die Reichskanzlei, dass keine jüdische Organisation in Palästina einen Handelsboykott beabsichtige noch dazu autorisiert sei.
Hermann Göring sandte Mitte März einige namhafte Vertreter der deutschen Juden nach London, wo sie gegen geplante antideutsche Initiativen protestieren sollten. Zudem telegrafierten Kurt Blumenfeld, Präsident der Zionistischen Vereinigung für Deutschland, und Julius Brodnitz, Präsident des Central-Vereins deutscher Staatsbürger jüdischen Glaubens, am 26. März an das American Jewish Committee in New York City: Man protestiere gegen antideutsche Demonstrationen und Rundfunksendungen und verlange energische Bemühungen, solche Aktionen zu unterbinden. Damit erhofften sie sich, die Nationalsozialisten zu beschwichtigen und von ihren Plänen abzubringen.
Die meisten jüdischen Organisationen in den USA waren gegen Massendemonstrationen und Wirtschaftssanktionen gegen Deutschland. Sie wollten die US-Regierung damit nicht in Zugzwang bringen. Doch am 27. März folgte der American Jewish Congress den Jewish War Veterans mit landesweiten Protesten in mehreren Großstädten der USA. Auch Kirchen- und Gewerkschaftsführer beteiligten sich daran. Auch ohne einen förmlichen Boykottaufruf verbreitete sich eine Kaufverweigerung für deutsche Produkte in der amerikanischen Öffentlichkeit.

## Der Boykott

### Planung
Seit Mitte März plante das NS-Regime, die Gewaltbereitschaft der SA in staatliche Bahnen zu lenken und ihr ein Betätigungsfeld zur Ausgrenzung und Vertreibung von Juden zu geben. Hitler erlaubte dem fränkischen Gauleiter und Stürmer-Herausgeber Julius Streicher den Judenboykott ideologisch mit antisemitischen Hetzartikeln vorzubereiten. Dieser gründete ein „Zentralkomitee zur Abwehr der jüdischen Gräuel- und Boykotthetze“.
Am 24. März wurde die Kritik ausländischer Medien im Kabinett ausführlich erörtert und zum Vorwand genommen, einen Gegenboykott zu inszenieren. Die Verantwortung für die Durchführung wurde Streicher und Goebbels übertragen. Das Datum und weitere Details des Boykotts beschloss Hitler bei einem Treffen von NS-Führern in seinem Privatsitz Berghof bei Berchtesgaden am 26. März. Hitlers Beweggründe zitierte Joseph Goebbels in seinem Tagebuch:

„Wir werden gegen die Auslandshetze nur ankommen, wenn wir ihre Urheber oder doch wenigstens Nutznießer, nämlich die in Deutschland lebenden Juden, die bisher unbehelligt blieben, zu packen bekommen. Wir müssen also zu einem groß angelegten Boykott aller jüdischen Geschäfte in Deutschland schreiten.“

Binnen vier Tagen organisierte Goebbels mit seinem Referentenstab die Durchführung. Er formulierte den Boykottaufruf, der am 29. März im Völkischen Beobachter Nr. 88 und der übrigen staatlich gelenkten Presse erschien: Samstag, Schlag 10 Uhr, wird das Judentum wissen, wem es den Kampf angesagt hat. Mit dem Boykott jüdischer Geschäfte sollten „sich die ausländischen Juden eines Besseren besinnen, wenn es ihren Rassegenossen in Deutschland an den Kragen geht.“ „Im Interesse der öffentlichen Sicherheit und Ordnung“ werde der Verkauf jüdischer Waren am 1. April ganz verboten. Dies sei eine Antwort auf vorgebliche jüdische „Weltgräuelhetze“ gegen das „neue Deutschland“. Er hielt in seinem Tagebuch Bedenken in der Partei fest, die er überging:

„Viele lassen die Köpfe hängen und sehen Gespenster. Sie meinen, der Boykott werde zum Krieg führen. […] Wir halten in kleinem Kreise eine letzte Besprechung ab und beschließen, daß der Boykott morgen in aller Schärfe beginnen soll.“

Die Boykottdauer blieb offen. Wegen der unbefristeten Ankündigung kaufte die Bevölkerung in den letzten Märztagen in Städten wie München umso mehr in Geschäften ein, die für den Boykott vorgesehen waren.
Am selben Tag informierte Hitler das Kabinett über den Plan: Er rechtfertigte die SA-Gewalt als „Abwehraktion“. Der Staat müsse den Boykott organisieren, „weil sonst die Abwehr aus dem Volk heraus von selbst gekommen wäre und leicht unerwünschte Formen angenommen hätte.“ Dies stieß auf Vorbehalte bei Außenminister Konstantin von Neurath und Reichsbankpräsident Hjalmar Schacht, die vor den desaströsen Wirkungen warnten, die die Aktion auf das deutsche Prestige im Ausland haben würde. Namentlich wurde vor Schadensersatzklagen, Umsatzsteuerausfällen und bereits sinkenden Passagierzahlen auf deutschen Überseedampfern gewarnt. Neurath drohte sogar mit Rücktritt. Hitler versprach daraufhin, den Boykott zunächst auf den 1. April 1933 zu beschränken. Wenn das Ausland doch nicht so heftig reagiere, wie seine konservativen Minister befürchteten, könne man ihn ja am 4. April wieder aufnehmen. Zudem wurde Goebbels angewiesen, neuerliche Gewalttaten der SA gegen die boykottierten jüdischen Geschäfte nicht zuzulassen. Da der Geschäftsboykott mit den antisemitischen Parteizielen der DNVP übereinstimmte, erhoben deren Minister keinen Einspruch. Nur Reichspräsident Paul von Hindenburg versuchte vorübergehend, Hitler zur Rücknahme des Plans zu bewegen.
Am 31. März stellte Hitler der britischen und US-amerikanischen Regierung ein Ultimatum, sich gegen antideutsche Proteste in ihren Ländern zu stellen. Falls das Ausland seine „Greuelhetze“ nicht einstelle, werde der Boykott am Folgetag beginnen und nach einer Wartefrist von drei Tagen am 4. April fortgesetzt werden. Vor einer Massenversammlung der NSDAP verkündete auch Goebbels dieses Vorgehen am Abend. So wurde die Fiktion einer „Verteidigung“ gegen das „internationale Finanzjudentum“ aufrechterhalten und zugleich zur Erpressung des Auslands eingesetzt.
Tatsächlich erklärten Großbritannien und die USA sich am selben Abend bereit, die geforderte Erklärung abzugeben. Doch Außenminister Neurath gab bekannt, Hitlers Entscheidung stehe fest: Der Judenboykott werde am 1. April stattfinden.

### Ablauf

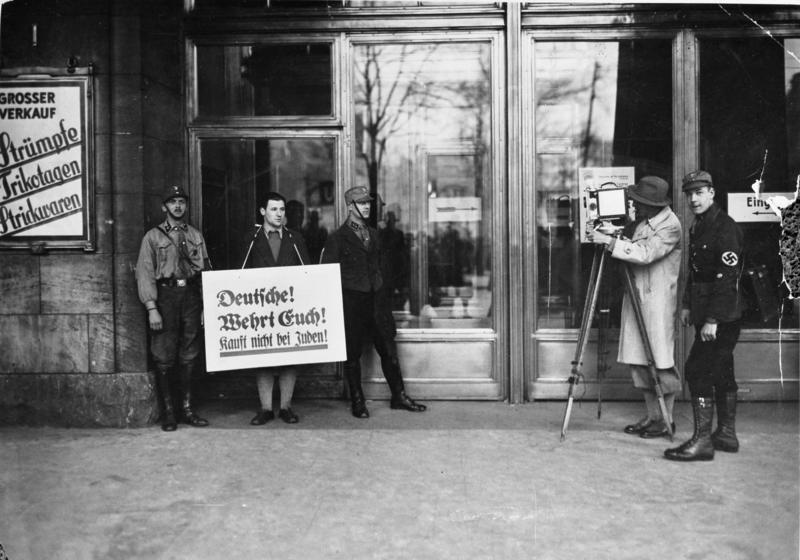
SA und SS vor dem Berliner Kaufhaus Wertheim

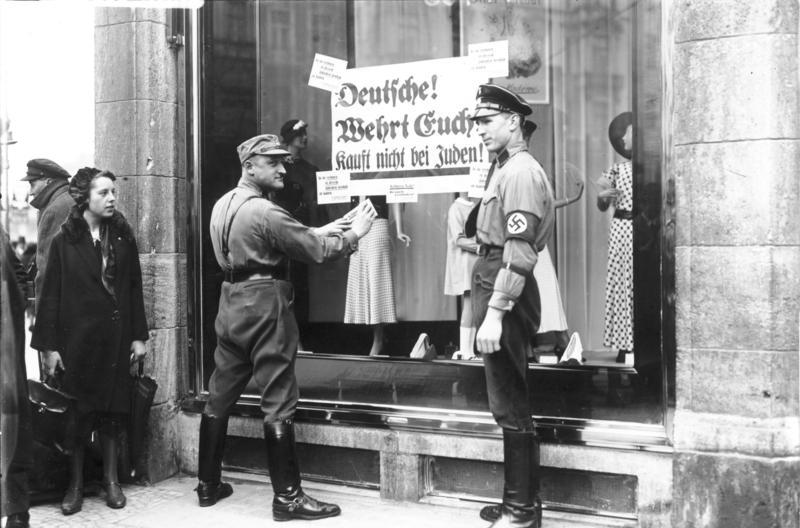
SA-Mitglieder bekleben die Schaufenster eines jüdischen Geschäfts in Berlin oder Oldenburg.

Bereits am 28. März war der Nationalsozialistische Kampfbund für den gewerblichen Mittelstand unter Adrian von Renteln vorgeprescht und hatte jüdische Geschäfte in Kiel, im Ruhrgebiet und in einigen Städten Brandenburgs besetzen oder abriegeln lassen.
Am 1. April 1933, einem Samstag, um 10 Uhr – an einigen Orten schon am Abend vorher – begann dann der eigentliche Boykott. Überall in deutschen Städten standen uniformierte, teils auch bewaffnete SA-, HJ- und Stahlhelm-Posten vor jüdischen Geschäften, Arztpraxen und Anwaltskanzleien und hinderten etwaige Kunden den ganzen Tag lang daran, diese zu betreten. Schilder und Plakate forderten: Deutsche! Wehrt euch! Kauft nicht bei(m) Juden! – Die Juden sind unser Unglück! – Meidet jüdische Ärzte! – Geht nicht zu jüdischen Rechtsanwälten! Andere Uniformierte derselben Gruppen verbreiteten diese Parolen auch mit Sprechchören und Lautsprecherwagen in den Straßen.
Doch das Regime hatte übersehen, dass dieser Tag auf einen Samstag und damit auf den jüdischen Sabbat fiel, an dem gläubige Juden möglichst nicht arbeiten. Daher blieben viele jüdische Geschäfte ohnehin geschlossen oder schlossen früh. So blockierten die SA-Trupps oft verriegelte Räume und Schaufenster. Diese wurden in unbelebten Seitenstraßen und ländlichen Gegenden – wie schon in den Wochen zuvor – oft zertrümmert, die Auslagen geplündert und die Inhaber misshandelt. Dies betraf trotz Verbots auch Geschäfte ausländischer (besonders osteuropäischer) Juden.
Unter Berufung auf erwartete „Störungen der Rechtspflege“ hatten die Reichskommissare der Justizverwaltungen von Bayern und Preußen am Vortag „in überraschender Einheitlichkeit“ Hausverbote für jüdische Rechtsanwälte erteilt und Richter zwangsbeurlaubt. In einigen Städten brachen bewaffnete SA-Trupps in Gerichtsgebäude ein und vertrieben noch anwesende jüdische oder für sie „jüdisch“ aussehende Personen. Sie besetzten auch die Geschäftsstelle des Reichsverbandes der deutschen Industrie und zwangen den jüdischen Geschäftsführer und jüdische Vorstandsmitglieder zum Ausscheiden. Mutige Kunden jüdischer Geschäfte wurden gezielt eingeschüchtert, mit Gewalt und Repressalien bedroht. In einigen Städten wie dem sächsischen Annaberg drückten SS-Angehörige ihnen einen Stempel mit der Inschrift „Wir Verräter kauften bei Juden“ ins Gesicht.
Abends wurde der Boykott abgebrochen und die Wachposten abgezogen. Er wurde auch wegen Passivität der Bevölkerung nicht wie geplant nach einer Dreitagespause fortgesetzt, sondern am 4. April offiziell für beendet erklärt.

## Reaktionen und Folgen

### Direkt und indirekt Betroffene
Der Boykott betraf potentiell etwa 60 Prozent aller deutschen Juden, die im Bereich Handel und Verkehr, weit überwiegend im Wareneinzelhandel, tätig waren. Im Ergebnis schädigte und zerstörte er vor allem Kleingewerbebetriebe, während er Großunternehmen und Bankhäuser kaum in Mitleidenschaft zog.
Vor und nach dem Boykott stieg jedoch der Druck auf jüdische Vorstandsmitglieder enorm, ihre Ämter niederzulegen, um das Unternehmen vor Boykottfolgen zu „schützen“. Im Vorfeld entließen manche Unternehmen Juden, um so dem angekündigten Boykott zu entgehen. Die Karstadt AG z. B. entließ zum 1. April 1933 sämtliche jüdischen Angestellten fristlos, weil sie „keine vollwertigen und gleichberechtigten Staatsbürger“ seien und daher auch „keine vollwertigen Mitarbeiter“ mehr sein könnten. Sechs jüdische Aufsichtsratsmitglieder traten zurück, um die Entlassungen nicht billigen zu müssen.
Jüdische Familienunternehmen wie die Warenhausketten von Oscar Tietz und Leonhard Tietz waren besonders betroffen. Einige der Tietz-Filialen wurden in Großstädten des Ruhrgebiets schon am 8. März für zwei Tage zur Schließung gezwungen. Am 12. März wurden ihre Kunden in Hamburg zeitweise bedroht. Am 31. März drängten die nicht jüdischen Bankiers im Aufsichtsrat drei jüdische Vorstandsmitglieder des Unternehmens Tietz mit Drohungen zur Aufgabe ihrer Ämter und ihrer Aktienanteile. Daraufhin zogen diese sich am 3. April aus dem Vorstand zurück. Albert-Ulrich Tietz wurde am 1. April an Leib und Leben bedroht und floh in die Niederlande. Er bot seinen Aktienanteil im Paket für ein Drittel des Wertes zum Verkauf an. Die Dresdner Bank senkte den Kurs der Tietz-Aktien nochmals auf ein Zehntel des Angebotspreises und kaufte sie dann auf. Tietz konnte den Erlös des Zwangsverkaufs von nur noch 800.000 Mark nicht mehr in das Nachbarland mitnehmen. Anschließend vermittelte Wilhelm Keppler, Hitlers „Beauftragter für Wirtschaftsfragen“, dem Unternehmen einen Sofortkredit, um 14.000 Angestellten ihren Arbeitsplatz zu sichern. Am 11. Juni benannten die Hauptaktionäre Commerzbank, Dresdner Bank und Deutsche Bank das Unternehmen um in „Westdeutsche Kaufhof AG“. Das Unternehmen von Oscar Tietz (HermannTietz OHG) wurde von denselben Banken in zwei Schritten von der Familie Tietz enteignet und firmierte fortan als Hertie. Demnach diente der Boykott der „Arisierung“, die ab 1937 auch staatlicherseits systematisch intensiviert wurde.
Das Verlagshaus Ullstein war vom Ein-Tages-Boykott ausgenommen, wurde aber danach heimlich boykottiert und musste Mitarbeiter entlassen, die vielfach Mitglieder der NSDAP waren und sich bei Hitler beschwerten.
Seit Januar 1933 hatten sich viele Unternehmen in Deutschland mit Zeitungsannoncen, Hinweisschildern und öffentlichen Erklärungen zu einem „deutschen Geschäft“ oder „christlichen Unternehmen“ erklärt, um ihre Zustimmung zum neuen Regime zu signalisieren und durch Diskriminierung von jüdischen Partnern oder Teilhabern erwarteten Umsatzeinbußen zu entgehen. Die Arbeitsgemeinschaft deutsch-arischer Fabrikanten der Bekleidungsindustrie e. V. (ADEFA) warb ab April 1933 für die Produkte der ihr angeschlossenen Unternehmen mit dem „Gütesiegel“ Garantiert arisch. Auch eine neu gebildete Arbeitsgemeinschaft deutscher Unternehmer der Spinnstoff-, Bekleidungs- und Lederwirtschaft („Adebe“) versuchte, das antijüdische Gesellschaftsklima für eigene ökonomische Interessen auszunutzen. Viele gewöhnliche Kunden kauften unter dem Eindruck des Boykotts ihre Waren nur noch in besonders ausgewiesenen „deutschen Geschäften“.

### Bevölkerung

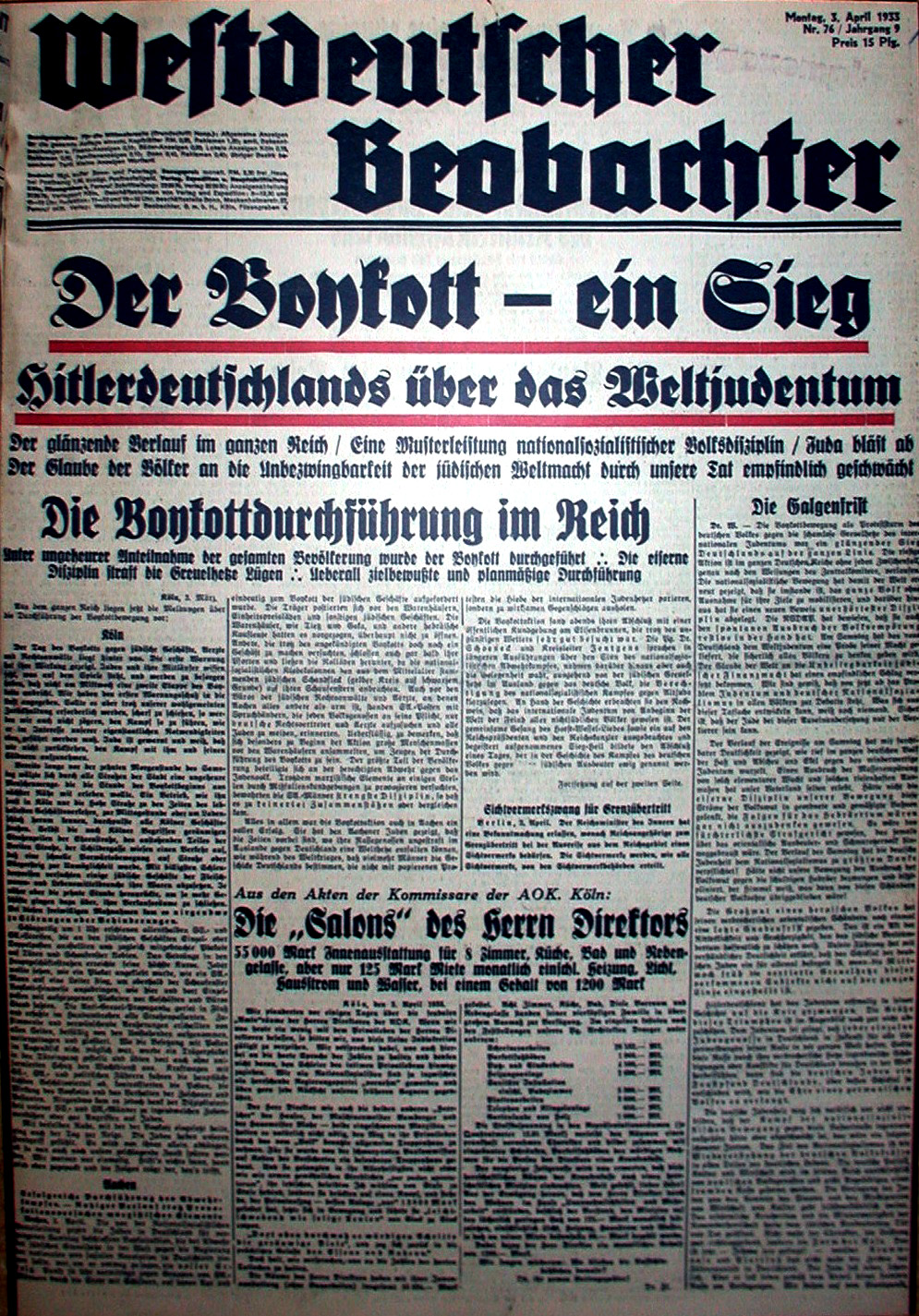
NS-Organ Westdeutscher Beobachter vom 3. April 1933 mit Schlagzeilen zum Boykott jüdischer Geschäftsleute

Es bildeten sich vielerorts schweigende Menschenmengen auf den Straßen, die das Geschehen reserviert beobachteten. Entgegen den Erwartungen der Machthaber verhielten sie sich selten feindselig gegen die boykottierten Geschäftsinhaber, manchmal sogar solidarisch. So durchschritt die 92-jährige Großmutter Dietrich Bonhoeffers in Berlin den SA-Kordon, um das „Kaufhaus des Westens“ zu betreten. Auch in katholischen Gegenden zeigten Bürger Gesten von Hilfsbereitschaft, Mitleid und Betroffenheit. Der Zeitzeuge Gerhard Durlacher erinnert sich an seine Eindrücke in Baden-Baden:

„Durch die Menge der Zuschauer drängten wir uns nach vorn. Einige sehen uns stirnrunzelnd an, andere gelassen oder verstört. Aber es sind auch manche dabei, die grinsen, als bereite ihnen das Schauspiel Vergnügen. […] Hochgeschossene Jungen, ein gutes Stück größer als ich, rufen die Parolen aus, ältere Leute in muffigen, abgetragenen Kleidern murmeln zustimmend oder kopfschüttelnd.“

Das verbreitete Zögern der Bevölkerung hing auch mit der innerhalb weniger Tage improvisierten Durchführung des Boykotts zusammen. Welche Geschäfte als „jüdisch“ gelten sollten – die mit jüdischen Namen, Inhabern oder größeren jüdischen Kapitalanteilen? –, blieb vielfach unklar. Auch die möglichen Folgen von Geschäftsschädigungen für „arische“ Mitinhaber und Angestellte und für die deutsche Wirtschaft allgemein trugen dazu bei, dass die deutsche Bevölkerung den Boykott kaum aktiv unterstützte, bisweilen Unmut darüber äußerte und in manchen Orten ignorierte.
Am 11. April 1933 schrieb der aktive Pazifist und Reiseschriftsteller Armin T. Wegner einen offenen Protestbrief an Hitler gegen die staatliche Judenverfolgung. Dies ist der einzige bekannt gewordene öffentliche Protest eines nicht-jüdischen Deutschen gegen die damalige nationalsozialistische Judenpolitik. Die Gestapo nahm Wegner fest und folterte ihn. Bis Ende Dezember 1933 wurde er in verschiedenen Konzentrationslagern inhaftiert. Danach emigrierte er nach Großbritannien.

### Christen und Kirchen
Der Boykott jüdischer Geschäfte war ein erster großer Testfall für die Haltung der Christen im nationalsozialistischen Deutschland zu den Juden und zur Regierung. Der Kirchenhistoriker Klaus Scholder resümiert:

„Kein Bischof, keine Kirchenleitung, keine Synode wandte sich in den entscheidenden Tagen um den 1. April gegen die Verfolgung der Juden in Deutschland.“

Stattdessen rechtfertigte der evangelische Generalsuperintendent Otto Dibelius in einer am 4. April in den USA ausgestrahlten Rundfunkansprache die Aktionen als notwendige staatliche „Verteidigung“, die in „Ruhe und Ordnung“ verlaufen sei. In einem Brief an alle Brandenburger Pastoren bekannte er sich wenige Tage darauf als Antisemit und warb um „volle Sympathie“ für die Terrormaßnahmen der Nationalsozialisten:

„Man kann nicht verkennen, dass bei allen zersetzenden Erscheinungen der modernen Zivilisation das Judentum eine führende Rolle spielt.“

Allenfalls konvertierte Juden galten als schützenswert. Die Deutschen Christen wollten jedoch auch diese Judenchristen aus der Kirche ausschließen.
Die deutschen römisch-katholischen Bischöfe schwiegen ebenfalls. Dabei hatte Oscar Wassermann, Direktor der Deutschen Bank, auf Initiative des Berliner Dompropstes Bernhard Lichtenberg ihren Vorsitzenden Kardinal Adolf Bertram am 31. März um kirchlichen Protest gegen den Boykott gebeten. Bertram lehnte diesen in einem Rundbrief an die Erzbischöfe von Köln, München, Freiburg, Paderborn und Bamberg vom 31. März 1933 ab, da er als Einzelperson keinen Auftrag dazu habe und die Begründung des Boykotts nicht beurteilen könne. Er führte aus:

„Meine Bedenken beziehen sich 1. darauf, daß es sich um einen wirtschaftlichen Kampf in einem uns nicht nahestehenden Interessenkreise handelt; 2. daß der Schritt als Einmischung in eine Angelegenheit erscheint, der das Aufgabengebiet des Episkopates weniger berührt…Daß die überwiegend in jüdischen Händen befindliche Presse gegenüber den Katholikenverfolgungen in verschiedenen Ländern durchweg Schweigen beobachtet hat, sei nur nebenbei berührt.“

Kardinal Michael von Faulhaber schrieb an den damaligen vatikanischen Staatssekretär Eugenio Pacelli, den späteren Papst, warum die Kirche nicht für die Juden eintrete:

„Das ist zur Zeit nicht möglich, weil der Kampf gegen die Juden zugleich ein Kampf gegen die Katholiken werden würde und weil sich die Juden selber helfen können, wie der schnelle Abbruch des Boykotts zeigt.“

„Ungerecht und schmerzlich“ fand er, dass auch seit mehreren Generationen als „gute Katholiken“ geltende getaufte Juden vom Staat als Juden behandelt wurden und ihre Berufe aufgeben mussten. Auf die Anfrage eines katholischen Zeitungsredakteurs, warum die Kirche nicht offen erkläre, dass Menschen nicht wegen ihrer Rasse verfolgt werden dürften, antwortete er:

„Für die Kirche bestehen weit wichtigere Gegenwartsfragen, denn Schule, der Weiterbestand der katholischen Vereine, Sterilisierung sind für das Christentum in unserer Heimat noch wichtiger.“

Man dürfe der Regierung keinen Anlass bieten, „die Judenhetze in eine Jesuitenhetze umzubiegen.“
Nur Einzelne wie der katholische Pfarrer Josef Knichel verurteilten den Boykott in einer Predigt. Er wurde deshalb verhaftet: Er habe „… in der Kirche Angelegenheiten des Staates in einer öffentlichen Frieden gefährdenden Weise zum Gegenstand einer Verkündigung und Erörterung gemacht, indem er von der Kanzel herab der Gemeinde den Judenboykott als eine verwerfliche Maßnahme der Regierung hinstellte und äußerte, jeder, der an dem Judenboykott teilgenommen habe, könne nicht mehr gültig beichten, bis die ganze Schuld wiedergutgemacht sei“.
Hauptgründe für die Weigerung der Kirchenleitungen, für die Juden einzutreten, waren der traditionelle christliche Antijudaismus beider Konfessionen, die lange Duldung rassistischer Tendenzen und Gruppen im eigenen Bereich und die Anerkennung des Obrigkeitsstaates als göttliche Setzung, dessen Politik man als Christ nicht widersprechen dürfe.

### Weiteres Vorgehen des Regimes

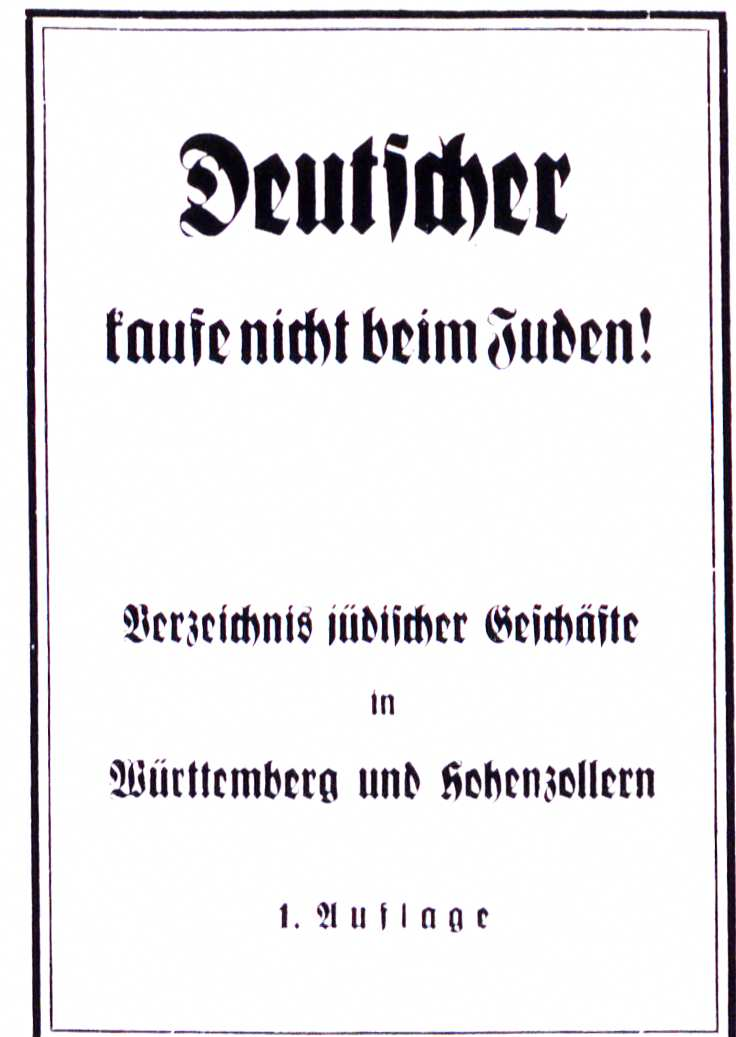
„Deutscher kaufe nicht beim Juden! Verzeichnis jüdischer Geschäfte in Württemberg und Hohenzollern. 1. Auflage“ (1935)

Für die Nationalsozialisten war der Boykott ein erster Testlauf für ihr später oft wiederholtes Vorgehen: Aus der Partei wurden „radikale“ Schritte gegen Juden gefordert und gewaltsam unkoordiniert umgesetzt. Diese ordnete das Regime dann relativ kurzfristig als reichsweit koordinierte Aktionen an, angeblich um Volksunruhe in kontrollierte Bahnen zu lenken. Bei der mehr oder weniger improvisierten Durchführung des offiziellen Schein-„Kompromisses“ hielt sich Hitler zurück, damit etwaige Exzesse, Scheitern und Auslandsproteste nicht ihm, sondern „Volkes Stimme“ angelastet werden konnten. Damit wurden anschließend Gesetze zur Judenverfolgung begründet.
Am 7. April wurde das am 24. März von Wilhelm Frick im Kabinett vorgelegte Gesetz zur Wiederherstellung des Berufsbeamtentums erlassen. Nach dem sogenannten Arierparagrafen darin waren „nichtarische Beamte“ in den vorzeitigen Ruhestand zu versetzen. Mit dieser ersten legalen rassistischen Definition konnten die Juden dann weiter entrechtet werden. Das von Justizminister Franz Gürtner im Blick auf die Gewaltaktionen der SA im März vorbereitete Gesetz über die Zulassung zur Rechtsanwaltschaft sollte jüdischen Rechtsanwälten die Zulassung aberkennen, betraf aber wegen einer von Paul von Hindenburg erwirkten Ausnahmeregelung für Teilnehmer am Ersten Weltkrieg nur etwa 30 Prozent (1.388 von 4.585) von ihnen. Am 14. Juli 1933 kam das Gesetz über den Widerruf von Einbürgerungen und die Aberkennung der deutschen Staatsangehörigkeit hinzu. Dadurch drohte 16.000 „Ostjuden“ der Entzug ihrer deutschen Staatsangehörigkeit.
Mit den neuen Gesetzen begann die staatliche Entrechtung, berufliche Ausgrenzung und wirtschaftliche Enteignung zahlreicher jüdischer Bürger, die mit ihren Angehörigen ab 1918 eingebürgert worden waren. Ihnen wurde ab April die Approbation als Rechtsanwalt verweigert, und jüdische Steuerberater wurden aus den Steuerausschüssen der Finanzämter ausgeschlossen. Ab Sommer 1933 sperrten und beschlagnahmten lokale Behördenvertreter in vielen Dörfern und Kleinstädten das Vermögen jüdischer Emigranten und zahlreicher klein- und mittelständischer Betriebe; Gerichte entzogen auch prominenten Juden die Staatsbürgerschaft.
Der „Zentralausschuss“ Streichers setzte als innerparteiliche „Boykottbewegung“ die Behinderung jüdischen Geschäftslebens teilweise monatelang heimlich fort, schikanierte Zuliefer- und Abnehmerunternehmen jüdischer Betriebe und nötigte Unternehmen zur Entlassung jüdischer Mitarbeiter oder jüdische Inhaber zum Verkauf ihres Unternehmens. Rudolf Heß, den Hitler am 21. April 1933 zum „Stellvertreter des Führers“ ernannte, ließ den Gauleitern aus „außenpolitischen Gründen“ weitere Maßnahmen untersagen. Das stoppte den „Aktionismus“ unterer Parteiebenen.
Im Juli 1933 erklärte Hitler die Phase der Revolution für beendet. Nach vorübergehendem Abflauen wurde die Judenverfolgung 1935 erneut intensiviert: Boykotte wurden angedroht, Gewaltübergriffe unterstrichen die Drohungen, um die Betroffenen und ihre Kunden einzuschüchtern. Schließlich organisierte Julius Streicher einen weiteren Geschäftsboykott während der Weihnachtszeit. Zuvor entzogen die Nürnberger Gesetze vom 16. September 1935 den deutschen Juden weitere Bürgerrechte. Diese Entrechtung war die Ausgangsbasis für ihre weitere Ausgrenzung und Verfolgung.

## Historische Einordnung
Die NS-Forschung bewertet Ursachen und Ziele des Judenboykotts und Hitlers Rolle dabei bis heute uneinheitlich. Die sogenannten Intentionalisten betonen die planmäßige Umsetzung des 25-Punkte-Programms zur angestrebten Entfernung der Juden aus der deutschen Gesellschaft; die so genannten Funktionalisten betonen stärker ihren improvisierten, auf äußere und innere Sachzwänge reagierenden Charakter.
Uwe Dietrich Adam beschrieb den Boykott 1972 als innenpolitisches „Ventil“ für unzufriedene NSDAP-Mitglieder, die sich ab Januar 1933 einen größeren Karrieresprung und schärfere antikapitalistische Maßnahmen erhofft hatten. Ihre ungeplanten „wilden“ Aktionen hätten das Regime in gewissen Zugzwang gebracht, ihre Erwartungen zu erfüllen. Ihr Terror sei aber auch ein „zweckdienliches Mittel, um politische Entscheidungen vorzubereiten oder voranzutreiben“, gewesen. Auch Heinrich August Winkler nennt den Boykott ein „Ventil für den Druck von ‚unten‘, aus den Reihen der eigenen Anhänger“.
Der Ventilfunktion widersprachen z. B. Eberhard Jäckel und Julius H. Schoeps. Sie stellten heraus, dass der Boykott lokale Einzelaktionen gerade reichsweit organisierte und legitimierte. Er sei der „Startschuss“ für die legalisierte Verfolgung der deutschen Juden gewesen und habe auf ihre ökonomische Ausgrenzung und Unterdrückung gezielt. Auch Peter Longerich sah im Judenboykott den Höhepunkt der seit Anfang März 1933 geschürten antijüdischen Übergriffe, die planmäßig eine antisemitische Stimmung hätten erzeugen sollen, damit die Bevölkerung die ersten antijüdischen Gesetze vorbehaltlos akzeptierte. Der Boykott sei ein „vielseitig einsetzbares Instrument im Kampf um die Eroberung und Festigung der Macht“ der Nationalsozialisten gewesen: Er habe antikapitalistische Aktionen aus der Parteibasis auf jüdische Unternehmen gelenkt, die internationale Kritik daran verstummen lassen, weitere antijüdische Gesetze vorbereitet und von wirtschaftlichen Problemen abgelenkt, an denen man Juden die Schuld geben konnte. Saul Friedländer betont Hitlers Eigeninitiative: „Der Einfluss der Radikalen sollte jedoch nicht überschätzt werden. Sie zwangen Hitler nie dazu, Maßnahmen zu ergreifen, die er nicht ergreifen wollte“.
Eine von der NS-Führung erhoffte spontane antisemitische Pogrom-Welle bewirkte der Boykott nicht. Wolfgang Wippermann zufolge kann man daher unmöglich „für diese Zeit von einer weit verbreiteten aggressiven Antipathie gegen die Juden in der deutschen Bevölkerung […] sprechen.“ Auch für Hans Mommsen und Dieter Obst war die Aktion diesbezüglich ein eklatanter Misserfolg. Friedländer spricht von einem „prinzipiellen Scheitern“ des Boykotts auch darin, das gesamte jüdische Geschäftsleben schwer zu schädigen. Aufgrund seiner Furcht vor ökonomischen Folgeschäden und Gegenmaßnahmen des Auslands habe Hitler im Sommer 1934 Hjalmar Schacht zum Wirtschaftsminister ernannt und damit dessen Linie einer Nichteinmischung in jüdische Geschäftstätigkeit für die nächsten Jahre bejaht.
Arno Herzig bezeichnet den Boykott als Beispiel für den „Radau-Antisemitismus“, dem auch Julius Streicher hetzerische Wochenzeitung Der Stürmer zugerechnet wird.

## Weitere Länder
Im francophonen Kanada, Quebec, lief seit Mitte der 1930er Jahre die gleichgerichtete Kampagne Achat pour nous, angeheizt vom katholischen Klerus, die sogar von der angesehenen, laizistischen Zeitung Le Devoir gefördert wurde.

## Einzelbelege
1. ↑  Clemens Vollnhals: Evangelische Kirche und Entnazifizierung 1945–1949. München 1989, S. 123.
2. ↑  Ino Arndt: Die Judenfrage im Licht der evangelischen Sonntagsblätter 1918–1933. Ungedruckte Dissertation, Tübingen 1960, S. 214–216.
3. ↑  Avraham Barkai: Vom Boykott zur Entjudung. 1988, S. 24.
4. ↑  Struan Robertson: The „Judenboykott“ of 1st April 1933.
5. ↑  Cord Brügmann: Flucht in den Zivilprozess. Antisemitischer Wirtschaftsboykott vor den Zivilgerichten der Weimarer Republik (= Dokumente. Texte. Materialien, Bd. 72). Metropol, Berlin 2009, ISBN 978-3-940938-22-0.
6. ↑  dokumentiert bei Struan Robertson: The „Judenboykott“ of 1st April 1933
7. ↑  Reinhard Bein: Juden in Braunschweig 1900–1945. 2. Auflage. Braunschweig 1988, S. 53.
8. ↑  Saul Friedländer: Das Dritte Reich und die Juden. Durchgeseh. Sonderauflage München 2007, ISBN 978-3-406-56681-3, S. 30.
9. ↑  Susan Stanelle u. a.: Die nationalsozialistische Judenverfolgung – Die Verfolgung in der Zeit von 1933–1938 (Memento vom 20. Juni 2007 im Internet Archive)
10. ↑  Saul Friedländer: Das Dritte Reich und die Juden. Band I: Die Jahre der Verfolgung 1933–1939. dtv, München 2000, ISBN 3-423-30765-X, S. 39.
11. ↑  Heinrich August Winkler: Der lange Weg nach Westen. Deutsche Geschichte II. Vom „Dritten Reich“ bis zur Wiedervereinigung, C.H. Beck, ISBN 978-3-406-66050-4, München 2014, S. 11.
12. ↑  Heinz Höhne: Gebt mir vier Jahre Zeit. Hitler und die Anfänge des Dritten Reiches. Ullstein, Berlin 1996, S. 110.
13. ↑  Edwin Black: The Transfer Agreement. The Dramatic Story of the Pact Between the Third Reich and Jewish Palestine. New York und London 1984, S. 10–14; Dietrich Aigner: Das Ringen um England. Das deutsch-britische Verhältnis, die öffentliche Meinung 1933-1939. Bechtle Verlag, München und Esslingen 1969, S. 221.
14. ↑  Artikeltext (englisch)
15. ↑  Holocaustreferenz: „Jüdische Kriegserklärungen“; Rechtsextreme Legenden und Mythen: Jüdische Kriegserklärungen an Nazi-Deutschland (Memento vom 2. Juli 2012 im Internet Archive)
16. ↑  Hans Mommsen: Das NS-Regime und die Auslöschung des Judentums in Europa. Wallstein, Göttingen 2014, S. 67.
17. ↑  Ralf Georg Reuth (Hrsg.): Joseph Goebbels Tagebücher. Band 2. München 2003, ISBN 3-492-21412-6, S. 786 (26. März 1933).
18. ↑  Klaus W. Tofahrn: Chronologie des Dritten Reiches. Primus, Darmstadt 2003, ISBN 3-89678-463-3, S. 24.
19. ↑  Hans-Ulrich Thamer: Beginn der nationalsozialistischen Herrschaft (Teil 2). In: Bundeszentrale für politische Bildung, Dossier Nationalsozialismus und Zweiter Weltkrieg, 6. April 2005.
20. ↑  DTV-Atlas Weltgeschichte, Band 2, München 1999, S. 483.
21. ↑  Ralf Georg Reuth (Hrsg.): Joseph Goebbels Tagebücher. 3. Auflage. Band 2. Piper, München 2003, ISBN 3-492-21412-6, S. 789 (31. März 1933).
22. ↑  Akten der Reichskanzlei – Die Regierung Hitler. Bd. 1, Teil 1. Boppard 1983, S. 270–276 f.; Hans Mommsen: Das NS-Regime und die Auslöschung des Judentums in Europa. Wallstein, Göttingen 2014, S. 68.
23. ↑  Saul Friedländer: Das Dritte Reich und die Juden, S. 30–38.
24. ↑  Heinz Höhne: Gebt mir vier Jahre Zeit – Hitler und die Anfänge des Dritten Reiches. Ullstein Verlag, Berlin 1996, S. 112.
25. ↑  Klaus W. Tofahrn: Chronologie es Dritten Reiches. Primus Verlag, Darmstadt 2003, ISBN 3-89678-463-3, S. 23.
26. ↑  Saul Friedländer: Das Dritte Reich und die Juden, S. 34.
27. ↑  Uwe Dietrich Adam: Judenpolitik im Dritten Reich. Droste, Düsseldorf 2003, ISBN 3-7700-4063-5, S. 39.
28. ↑  Israel Gutman (Hrsg.): Enzyklopädie des Holocaust. Piper, München-Zürich 1998, ISBN 3-492-22700-7, S. 687f.
29. ↑  Angelika Königseder, Artikel Boykott, in: Wolfgang Benz: Lexikon des Holocaust. Becksche Reihe, München 2002, ISBN 3-406-47617-1, S. 34.
30. ↑  Dr. Reiner Zilkenat: Daten und Materialien zur Diskriminierung, Entrechtung und Verfolgung der Juden in Deutschland im Jahre 1933. In: Rosa-Luxemburg-Stiftung, November 2004, (PDF; 38 S., 164 kB).
31. ↑  Dokument: 1933 Judenboykott – Karstadt Dismissal Letter of Fritz Wolff. In: Uri Breitman's Manifesto, (englisch).
32. ↑  Dagmar Christmann, Thomas Rautenberg: Die Enteignung der Kaufhauses Hermann Tietz „HER-TIE“. Manuskriptausschnitt der Filmdokumentation Ein braunes Band der Sympathie, (Memento vom 13. Oktober 2004 im Internet Archive).
33. ↑  Simone Ladwig-Winters: Wertheim – ein Warenhausunternehmen und seine Eigentümer. Ein Beispiel der Entwicklung der Berliner Warenhäuser bis zur „Arisierung“. Lit-Verlag, Münster 1997, ISBN 3-8258-3062-4, zu Tietz siehe S. 149–158 und 176–189, Inhaltsverzeichnis.
34. ↑  Saul Friedländer: Das Dritte Reich und die Juden, S. 34 und 37.
35. ↑  Jüdische Geschichte und Kultur: Verbannung / Boykott
36. ↑  Rundbrief von Bertram 31. März 1933 (Dokument Nr. 148, S. 195). In: Josef und Ruth Becker: Hitlers Machtergreifung. Dokumente … dtv 2938, München 1983, ISBN 3-423-02938-2
37. ↑  Saul Friedländer: „Das Dritte Reich und die Juden“. Die Jahre der Verfolgung 1933-1939. Die Jahre der Vernichtung 1939–1945. Einbändige Sonderausgabe. C.H.Beck, München 2007, ISBN 978-3-406-56681-3, S. 55f.
38. ↑  Saul Friedländer: „Das Dritte Reich und die Juden“. Die Jahre der Verfolgung 1933-1939. Die Jahre der Vernichtung 1939–1945. Einbändige Sonderausgabe. C.H.Beck, München 2007, S. 56f.
39. ↑  Michael Kinnen: Ein Trierer Priester zwischen den Fronten. Zum Gedenktag für die Opfer des Nationalsozialismus: Erinnerung an den in Wallhausen begrabenen Pfarrer Josef Knichel
40. ↑  Saul Friedländer:Saul Friedländer: „Das Dritte Reich und die Juden“. Die Jahre der Verfolgung 1933-1939. Die Jahre der Vernichtung 1939–1945. Einbändige Sonderausgabe. C.H.Beck, München 2007, ISBN 978-3-406-56681-3, S. 60ff.
41. ↑  Saul Friedländer: Das Dritte Reich und die Juden, S. 35.
42. ↑  Saul Friedländer: Das Dritte Reich und die Juden, S. 40
43. ↑  Saul Friedländer: Das Dritte Reich und die Juden, S. 42.
44. ↑  Rundschreiben Bormanns vom 12. September 1933 = VEJ 1/76.
45. ↑  Gotthard Jasper: Die gescheiterte Zähmung. Wege zur Machtergreifung Hitlers 1930–1934. Neue historische Bibliothek Band 270, Suhrkamp Verlag, Frankfurt 1986, ISBN 3-518-11270-8, S. 159 f.
46. ↑  Uwe Dietrich Adam: Judenpolitik im Dritten Reich. Düsseldorf 2003, ISBN 3-7700-4063-5, S. 37
47. ↑  Heinrich August Winkler: Der lange Weg nach Westen, Bd. 2, C.H. Beck, München 2014, S. 13.
48. ↑  Israel Gutman (Hrsg.): Enzyklopädie des Holocaust, München 1998, S. 689.
49. ↑  Peter Longerich: Politik der Vernichtung. Piper, München 1998, ISBN 3-492-03755-0, S. 30ff.
50. ↑  Saul FriedländerDas Dritte Reich und die Juden, S. 32.
51. ↑  Wolfgang Wippermann und Michael Burleigh, The Racial State. Germany 1933–1945. Cambridge University Press 1991, S. 78.
52. ↑  Hans Mommsen, Dieter Obst: Die Reaktion der deutschen Bevölkerung auf die Verfolgung der Juden 1933-1943. In: Hans Mommsen, Susanne Wilms (Hrsg.): Herrschaftsalltag im Dritten Reich. 1. Auflage, Schwann, Düsseldorf 1988, ISBN 3-491-33205-2, S. 374.
53. ↑  Saul Friedländer: Das Dritte Reich und die Juden. S. 36
54. ↑  Arno Herzig: 1933-1945: Verdrängung und Vernichtung Bundeszentrale für politische Bildung, 5. August 2010
55. ↑  Irving Arbella, Harold Troper: "None is too many". Canada and the jews of Europe 1933-1943. University of Toronto Press, 1983, zuletzt 2012